# 발아

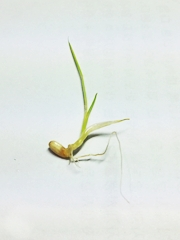
볍씨 발아

발아(發芽, 싹트기, 영어: germination)는 식물, 균류, 박테리아가 씨, 포자에서 나와 성장을 시작하는 과정이다. 발아의 가장 일반적인 예로는 속씨식물이나 겉씨식물의 씨로부터 난 유식물의 맹아이다. 발아의 가장 중요한 외부 요인으로는 온도, 물, 산소가 있으며 가끔은 빛이나 어둠을 포함한다.

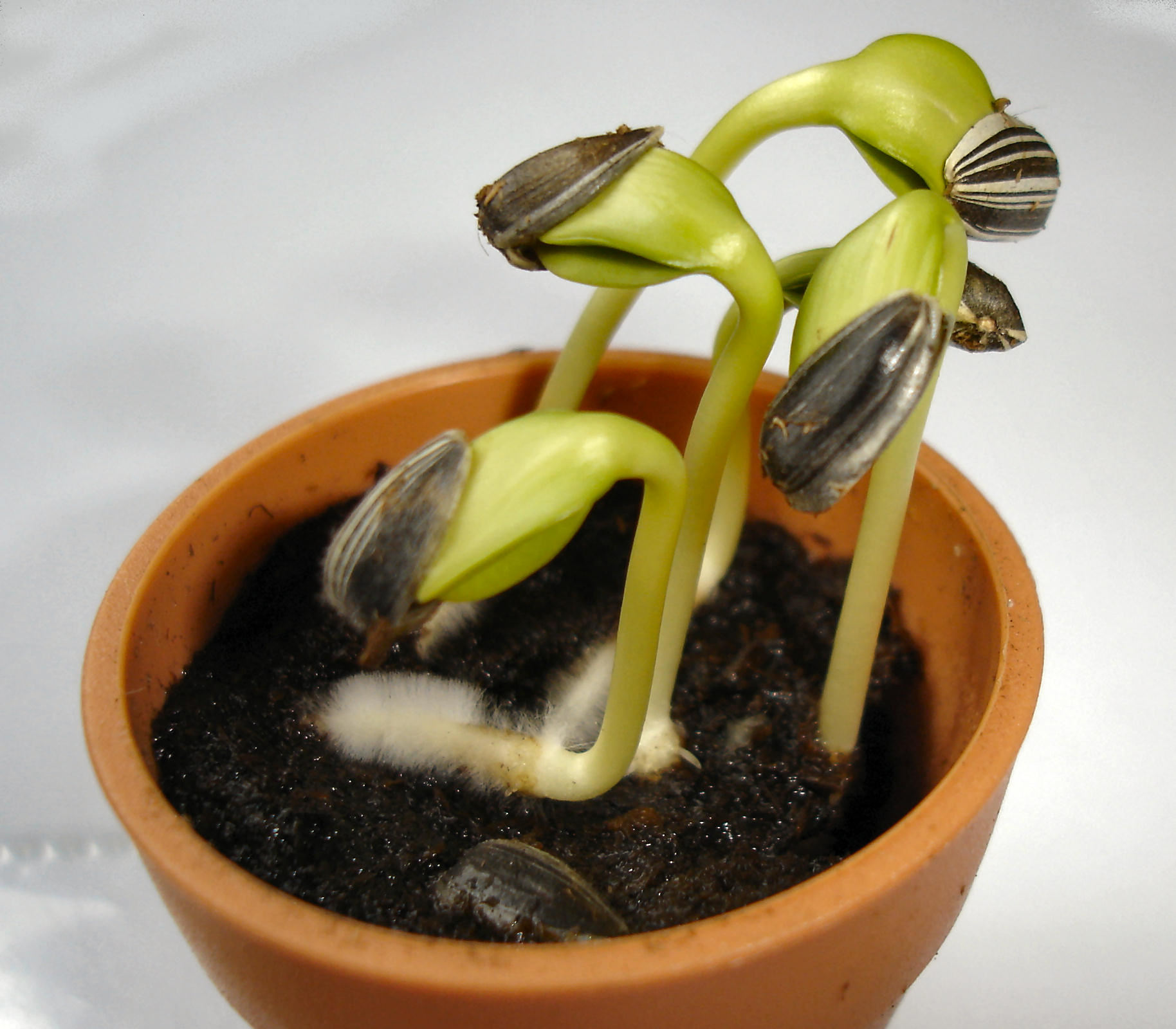
해바라기 씨의 발아. 발아를 시작한지 겨우 사흘 되었다.

## 같이 보기
- 씨